# Жінка в пісках (роман)
«Жінка в пісках»(яп. 砂の女) — роман японського письменника і драматурга Кобо Абе, виданий у 1962 році.

## Сюжет
У 1955 році Джумпей Нікі, шкільний вчитель із Токіо, відвідує рибальське село, щоб зібрати зразки місцевого жука. Після того, як він пропустив останній автобус, жителі села дають йому прихисток. Село постійно засипає пісок із навколишніх дюн, тому жителі мусять вигрібати його і кожен будинок опиняється в ямі, оточеній дюнами, куди можна спуститися тільки драбиною. Джумпея поселяють у будинку вдови.
Наступного ранку Джумпей виявляє, що селяни забрали драбину. Тепер він мусить допомагати вдові розгрібати пісок. Джумпей кориться, бо інакше йому не даватимуть воду та їжу. Йому доводиться жити з жінкою, але одного разу випадає нагода втекти. Однак, Джумпей грузне в піску і його повертають назад. Зрештою він знаходить спосіб збирати воду самостійно, що дає йому відчуття свободи. Жінка вагітніє від нього, селяни везуть її до лікарні, залишивши драбину. Проте, Джумпей відмовляється від утечі, бо розуміє, що повернення до старого життя не дасть йому більше свободи, ніж він вже має. Він приймає свою нову особистість і сім'ю, та вирішує поділитися з селянами своїм способом добування води.
Через сім років його офіційно оголошують загиблим.

## Видання українською мовою
- Кобо Абе. Жінка в пісках; Чуже обличчя; Спалена карта: Романи / Перекл. з яп. І. Дзюб; Передм. М. Федоренка. Київ, видавництво художньої літератури «Дніпро», 1988 р. (Серія «Зарубіжна проза ХХ століття»).
- Кобо Абе. Жінка в пісках: Роман / Перекл. з яп. та післям. І. Дзюба. Київ, Видавництво Соломії Павличко «Основи», 2004 р. (Серія «Зарубіжна класика»).
- Кобо Абе. Жінка в пісках; Чуже обличчя: Романи / Пер. з япон. І. П. Дзюба; Передмова Б. П. Яценка; Худож.-оформлювач Л. Д. Киркач-Осіпова. — Харків. Фоліо, 2008. — 347 С. — (Серія Бібліотека світової літератури) ISBN 978-966-03-4238-5

## Екранізації
- 1964 — «Жінка в пісках», режисер — Хіросі Тесігахара, сценарист — Кобо Абе.
  - Спеціальна премія Каннського кінофестивалю (1964).[1]
  - Номінант премії «Оскар» (1965) в номінації «Найкращий фільм іноземною мовою», набув статусу культового в США та інших країнах.

## Театральні постановки
- 2003 — «Жінка в пісках» (Театр «Zero», Ізраїль), режисери — Олег Родовильський і Мариня Белявцева.
  - Перший спектакль театру.
  - Лауреат премії «Золотий шарабан», учасник міжнародного фестивалю «Хумо» (Ташкент).
- 2003 — «Жінка в пісках» («Наш Театр», Санкт-Петербург), режисер — Лев Стукалов.
  - Дипломант Вищої театральної премії СПб «Золотий софіт» в номінації «Найкраща вистава на великій сцені».
  - «Найкраща чоловіча роль» — С. Романюк.
  - «Найкраща режисура» — Лев Стукалов.
  - Лауреат міжнародного фестивалю «Добрий театр» (2006) в номінації «Найкраща режисура» — Лев Стукалов.
- 2004 — «Жінка в пісках» (театр «Сузір'я», Київ), режисер Андрій Білоус.[2]
  - Лауреат премії «Київська пектораль—2005» в номінаціях «Найкраща вистава камерної сцени», «Найкраще музичне оформлення».